# Ubaena sabunii
Ubaena sabunii is een vlinder uit de familie nachtpauwogen (Saturniidae), onderfamilie Saturniinae.
De wetenschappelijke naam van de soort is voor het eerst geldig gepubliceerd door Darge & Kilumile in 2004.

## Type
Het holotype is een "male. 3.VI.2004." en wordt bewaard in de Collectie van Ph. Darge Clénay, Ruffey les Echirey, Frankrijk. De typelocatie is Tanzania, Morogoro Province, Kaguru Mts, Mamiwa Forest, 1890 m, 06°22.371' S / 036°55.821'.